# Христијан Петров
Христијан Ивајлов Петров (буг. Християн Ивайлов Петров, Пловдив, 24. јун 2002) је бугарски фудбалер који тренутно наступа за Херенвен. Игра на позицији одбрамбеног играча.

## Успеси
Појединачни
- Најбољи млади бугарски фудбалер: 2023.[3]